# Осетер японський
Осетер японський, або амурський (Acipenser schrenckii) — риба родини осетрові, роду осетер. Дуже близький до сибірського осетра.

## Характеристика
Сягає максимальної довжини 300 см при максимальній вазі 190 кг. В Амурському лимані середня вага промислового осетра 6—8 кг, в Амурі — 2,5—5, 5 кг (але досягає й 36 кг). Амурський осетер досягає ваги 56 кг, іноді 160 кг.
Живе до 65 років.

## Поширення
Живе тільки в басейні Амуру, від лиману до Шилки й Аргуні; вище Благовєщенська й в Уссурі зустрічається рідко. Окрема популяція відзначена у Японії. Раніше частина популяції з Японії вважалася окремим видом, відомим під науковою назвою Acipenser multiscutatus.

## Біологія та Екологія
Утворить напівпрохідну й прісноводні форми, має кілька локальних угруповань, що зустрічаються у окремих районах. У басейні Амура нерестовища розташовані вище Ніколаєвська-на-Амурі.
Самці досягають статевої зрілості у віці 9—10 років, самиці переважно в 11—14 років. Плідність коливається від 29 до 434 тис. ікринок. Молодь живиться безхребетними (креветками, мізидами, личинками хірономід тощо), дорослі — безхребетними й рибою.